# Tunø
Tunø er en 3,52 km² stor bilfri dansk ø mellem Samsø og Jylland i Kattegat og Bælthavet. Den ligger ud for Hou og Saksild, cirka 8 km fra Jylland, og har 120 indbyggere. Øen udgør Tunø Sogn (Ning Herred) og var tidligere en selvstændig kommune, men blev 1970 en del af Odder Kommune.
Tunø By er en typisk landsby med gårde og huse langs bygaden. Tunø Købmandsgård åbnede den 1. november 1897 som en lokal brugsforening. I januar 1990 blev brugsen lukket, og en gruppe af tunboer og sommerhusejere åbnede i 1985 "Tunø Købmandsgård", der i nutiden foruden at være dagligvareforretning fungerer som posthus og apoteksudsalg. Der er ingen fastboende læge og sygeplejerske på øen. Dog kommer der en læge til øen én gang om ugen.
I 1958 blev der bygget en ny skole til de ca. 35 børn der var på øen. Lærerboligen var blevet bygget et par år før. Tunø Skole, der blev bestyret af Hov Skole, havde i 2008 kun to elever og en lærer. I 2012 var der seks elever fra 1. til 4. klasse, som alle fik undervisning sammen og i 2016 4 elever. Skolen lukkede i oktober 2022. Børnehaven Tunø Børnehus er en institution for børn fra 1 til 6 år på Tunø. I 2016 havde børnehaven 3 børn.
Store dele af øen blev fredet i 1965, og der må ikke bygges mere end de 80 sommerhuse. Øens tre sommerhusområder er placeret diskret i naturlandskabet.
Lidt øst for Tunø By ligger Tunø Havn, der er beskyttet af to moler. Havnen har plads til ca. 200 både og er øens færgehavn med daglig færgeforbindelse til Hov. 1993 blev M/F Tunøfærgen indsat på ruten Hov-Tunø. Den har hjemsted i Hov. Færgen blev bygget i 1993 af Johs. Kristensens Bådebyggeri til Odder Kommune, der varetager overfarten til Tunø. Færgen kan medtage op til fire biler, men overfarten er normalt bilfri. Færgen klarer overfarten på omkring en time.

## Tunø Kirke
Tunø Kirke er fra 1300-tallet. Kirken ligger midt i Tunø by på en 17 meter høj bakke. Før kirken blev bygget måtte tunboerne sejle over til Nordby kirke på Nordsamsø, hvor de havde deres eget våbenhus. Kirken var oprindelig bygget i romansk stil, men efter mange ombygninger og tilføjelser fremstår kirken i dag i gotisk stil med våbenhus, vesttårn og en korforlængelse mod øst. Samtidig blev der indsat krydshvælv i den oprindelige bygning, og kirken fik en kamtakker gavl med tvilling-spidsbuet højblænding. Af den oprindelige unggotik har kirken blot bevaret den spidsbuede døråbning og et tilmuret spidsbuevindue ved siden af døren. Kvindedøren i kirkens nordside er tilmuret, men anes dog i murværket.
Præstegården ligger nedenfor kirkebakken. Tunø har ingen fastboende præst, men præstegården står til rådighed for en præst fra Østjjylland, der regelmæssigt kommer til øen for at foretage de kirkelige handlinger. I en af præstegårdens længer er der nu indrettet et museum, som er åbent efter aftale.
Ideen til indretning af Tunø Fyr i kirketårnet tilskrives grundlæggeren af Det Kongelige Søkort-Arkiv Poul de Løvenørn (1751-1826), som under en tjenesterejse i 1798 blev præsenteret for ønsket om et fyr på Tunø. 1801 blev det 11 meter høje kirketårn indrettet som lampefyr. 1846 blev der installeret et et linseapparat. I forbindelse med ændringen til vinkelfyr i 1906 blev tårnet forhøjet med ca. 7 meter. I 1921 fik fyret installeret blaugasbrænder og til hjælp for fiskerierhvervet fik fyret i 1923 indlagt en hvid vinkel, der angav sejlretningen til Tunø havn. Fyret er også i nutiden i drift. Før i tiden havde Tunø sin egen fastboende præst, og i mange år fungerede præsten som øens fyrmester, og det hed sig, "at på Tunø sover præsten hos fyrmesterens kone”.

## Historie
Arkæologiske fund omkring øen fortæller, at Tunø har været beboet siden 2.500 f.Kr.
Navnet "Tunø" stammer formodentlig fra det oldnordiske Thund som betyder "forhøjning" eller "svulmen", og som henviser til synet af øen på afstand. Tunø By kan dateres helt tilbage til 1100-tallet.
I 1216 nævnes Tunø første gang på skrift, da Valdemar Sejr bytter eller mageskifter øen "Thund" med biskoppen i Aarhus. Øens egeskov forsynede domkirkebyggeriet i Aarhus med tømmer. I stedet for at betale skat til kongen blev tunboerne pålagt en årlig skat på 1000 skrubber. Senere blev Tunø udskilt fra Århus Stift, og beboerne købte selv øen.
Tunboerne har gennem tiderne hovedsageligt ernæret sig ved landbrug og lidt fiskeri, men mange har også tjent til livets ophold som sømænd på fragtskibe i både indenrigs- og udenrigsfart. Derimod er det kun ganske få tunboere, der har været selvstændige skippere eller haft del i et fartøj. De store lavvandede områder omkring Tunø gjorde, at i 1700-tallet var bjærgning og lodsning en naturlig indkomstkilde for øens landmænd med en fortid i deres ungdom som sømænd. En del tunboere har endvidere haft arbejde i de egeskove, som dækkede store dele af øen.
1852 brændte 16 gårde og 15 huse i den tæt sammenbyggede landsby. Derfor er de fleste af husene kun ca. 150 år gamle, og de fleste af gårdene blev genopbygget ude ved markerne. Midt i byen er der rejst en sten til minde om den store brand.
1895 blev den første telefon på Tunø oprettet på Tunø Skole. Senere blev der oprettet en telefoncentral og telegrafstation. Fra 1895 og frem til 1952 var det Statstelefonen, som fra 1952 blev overtaget af Jydsk Telefon.
1911 dannedes interessentskabet "Thunø Bys Vandværk". Vandværket blev anlagt midt i byen og vandet blev pumpet op ved hjælp af en vindmølle, og vandtanken blev etableret ved kirken.
1921 havde øen 225 indbyggere og der var mejeri, skole med elever på alle alderstrin, posthus, smedie, to købmænd, brugsforening, vandværk med vandtårn, en nyanlagt havn, to motordrevne møller samt en fastboende præst og der var, mens den nu nedlagte DSB-færgerute Kalundborg - Samsø - Aarhus eksisterede, også færgeforbindelse med Sjælland. I farvandet imellem Tunø og Samsø sagtnede DSB-færgen farten, mens en lille kutter fra Tunø lagde op til siden af færgen. Via en luge på den store færges vogndæk blev passagerer og fragt overført til Tunøbåden.
1952 havde øen 200 indbyggere, og store dele af øen var opdyrket med korn og græsmarker. Der var mejeri, købmand, brugsforening og posthus. I 1952 besluttede en gruppe tunboere at lave et lille vekselstrømsanlæg. Arbejdet og placeringen blev overladt til firmaet Reimann fra Aalborg. Der blev oprettet ledningsnet og installationer. Den 21. december 1953 startedes den 15 hk store Bukh-dieselgenerator, og der blev leveret strøm fra kl. 16:00 til 22:00. Kapaciteten blev kort tid efter udvidet med en 5 hk.-motor, så der kunne køres igennem om natten, hvor forbruget var meget lavt. Efter et års tid var de fleste af øens beboere brugere, og der blev købt en 40 hk-motor og senere én på 60 hk. I 1952-53 lagde Jydsk Telefon et kabel til Jylland, og i 1961 forsvandt telefonpælene og kablerne blev nedgravet.
1966 Mejeriet lukkede i 1966 og er nu gæstgiveri.
1970 blev der i september lagt et elkabel fra Samsø til Tunø og et jordkabel til to transformere blev nedgravet, og resten ført i ledninger.
Odder Kommune etablerede i 1970'erne en ny kildeplads og et vandværk ca 500 meter nord for det gamle mejeri. Thunø Bys Vandværk købte vand af kommunen, og de gamle forbrugerinteressenter havde fortsat deres egen bestyrelse.
1974 blev Tunø telefoncentral som den sidste af Jydsk Telefons centraler automatiseret
1992 besluttede Odder Byråd at privatisere værket på Tunø, og tunboerne besluttede at overtage anlægget.
1993 udkom øens lokalavis "Tunø Avis" for første gang. Den udkommer den første onsdag
i hver måned med otte sider. Avisen ejes af "Foreningen Tunø Avis", og det praktiske arbejde udføres af foreningens ca. 390 medlemmer.
1994 monterede vandværket vandure, og ledningsnettet gennem byen blev renoveret og løbende moderniseret.
1990'erne blev der bygget ældreboliger med et tilknyttet sundhedscenter.
2000 blev færgelejet placeret uden for selve havneområdet, så ind- og udsejlingen ikke kan genere sejlbådene i selve havnen, og i efteråret 2005 blev der bygget et nyt pakhus på havnen.
2007 blev der på vandværket installeret automatisk overvågning.
2020 lukkede Tunø Festival.
2022 (okt.) lukkede Tunø Skole.

## Geografi og natur
Tunøs milde klima giver øen en afvekslende natur. Landskabet veksler mellem stenede strande, vandhuller, klinter, skov og landbrug som hovedsagelig er baseret på grøntsagsproduktion.
Bakkerne er moræne og drumlinbakker, og lavningen er marint dannet. Det højeste punkt er den 24 meter høje bakke "Bjerget". Mod øst har nedbrydningsmateriale fra klintekysterne aflejret sig i Revet.
Øen er inddelt i områderne: Mosen, Nørreklint, Revet, Stenkalven, Sønderklint, Tunø by, Tunø Røn (sandodde i den østlige ende). Vest for øen ligger sandbanken Tunø Knob, hvor Midtkraft i 1995 indviede en vindmøllepark med ti 45 meter høje Vestas V39 vindmøller på 500 kW , der producerer strøm til omkring 2.800 husholdninger. Undersøgelser har vist, at møllerne ikke generer dyrelivet i området.
Øen har ikke meget strandeng eller fladvand og derfor også et begrænset fugleliv med kun 17 vadefuglearter. Ca. 50-70 par tejster har siden 1950 bygget redegange i klinterne. Ved klinterne yngler ca. 30 par stormmåger.
Af padder er de mest almindelige lille vandsalamander og grønbroget tudse. Af vildt er der rådyr (udsat i 1990), fasan, agerhøne og hare. Langs Sønderklint og på sandrevet Tunø Knob kan der indimellem observeres sæler, og omkring øen ses hyppigt marsvin. Marsvinene yngler blandt andet ved Mejl Flak nord for øen.
Ved klinterne vokser der Horse-Tidsel, stenurt, Rød Arve og Læge-Oksetunge. Af strandplanter er der bl.a Kruset Skræppe, strandkål, strandarve, marehalm, cikorie, Liden Klokke, gederams, hedelyng og musevikke.
Hele øen, med undtagelse af Tunø By, havnen og affaldspladsen (syd for havnen), er fredet siden 1965. Fredningen gik oprindeligt på at bevare de smukke landskaber og udsigter mod bebyggelser mv., men siden er det også blevet vigtigt at beskytte tejsten som ynglefugl på Tunø, da den er gået stærkt tilbage i Danmark. Nogle vandhuller er også blevet oprenset senere hen af hensyn til den grønbrogede tudse der har sin nordligste udbredelse på Tunø og Samsø.

## Festival og lignende på Tunø
Tunø Festival var en musikfestival, der siden 1987 blev afholdt hvert år torsdag til søndag i den første uge af skolernes sommerferie. Musikprogrammet indeholdt primært dansk og irsk folk og rock. Efter flere års økonomiske problemer og aflysning pga. coronakrisen besluttedes det i 2020 at afvikle festivalen.
Tunø Dage opstod i 2022 som et privat underholdningsevent i foreningsregi. Det foregår i august med arrangementer rundt omkring på Tunø.
Tunhalla afholder vikingemarked på Tunø sydstrand hver sommer med drabelige vikingedyster, kunsthåndværk og lignende.

## Turisme og seværdigheder
Tunboerne vil helst ikke have privatbiler med færgen, men der er gode muligheder for cykel- og vandreture. En otte kilometer lang sti følger øens kyst. Øens passagertransport foregår med traxa - en overdækket fladvogn med bænke, forspændt en traktor. Der arrangeres turistture rundt på øen med op til 80 personer. Der kan også bestille ture i forbindelse med færgeankomst og afgang til og fra destinationer på øen.
Tunø Kirke, Tunø Kirkegård og Mindelunden er et besøg værd. Med mellemrum afholdes gudstjeneste året rundt og i juni også én udendørs med musik.
Tunø Kirkefyr byder på en særlig oplevelse i et unikt fyr. Tunø Fyr er så vidt vides det eneste fyr, der er i drift og som også fungerer som kirketårn med klokkespil. Fra toppen kan man danne sig et overblik over hele Tunø. 
Den tidligere præstegårdsstald/lade er nu et hjemstavnsmuseum, Thunø Museum, hvor man får et godt indblik i tunboernes liv gennem tiderne. Overfor er en længe af "Engelhards gård" blevet tilkøbt. Denne kampestensbygning, nu kaldet Stenhuset, indeholder foruden en del af museet også Tunø Avis' redaktion og netcafé.
Der er røgeri, badehotel, kro, kursuscenter m. bl.a. pizzacafé, have- og gallericafé, cykeludlejning, ø-rundture,  og langs vejene kan der fra boderne købes genbrug, børnekjoler, salt, syltetøj og ikke mindst grøntsager og frugt.
Tunø By er idyllisk med de små velholdte huse og den særprægede kirke, hvor tårnet også fungerer som fyrtårn. Ved gadekæret ligger den gamle smedje, nu museum, hvortil der er fri adgang. Det lille lavloftede hus fra omkring år 1800 står fuldstændig, som det stod, da den sidste smed forlod det engang i 1960-erne
Thunø Kro var oprindelig skole, bygget i 1881 og fungerede som sådan indtil 1958, hvor en ny Tunø Skole blev indviet. I juni 1989 genåbnede den gamle skole som Thunø Kro. Mejeriet er nu badehotel "Mejeriet Tunø", der modtager selskaber op til 130 personer og som har otte dobbeltværelser til udlejning. Tunø Skole lukkede i 2022 pga. mangel på børn.
På havnen ligger Tunø Røgeri. En markant bygning tegnet af MAA Erik Einar Holm, hvor der i sommermånederne er fiskebutik og restaurant. I de store traditionelle brændefyrede ovne røges der fisk på træsorten rødel fældet i Tunø Mose. Uden for sæsonen udnyttes ovnene til produktion af røgsalt som eksporteres til blandt andet Tyskland og Italien. I nærheden af havnen, ved en god badestrand, ligger øens teltplads. Der er toiletbygning med v/k vand og bruserum samt køkken. 2015 blev der bygget fem 4-personers hytter, som kan bookes på teltpladsen. Teltpladsen modtager campleter, men ikke campingvogne.

## Galleri
Naturen
- Der er kystklinter næsten hele vejen rundt om Tunø. Her fra sydvestkysten hvor klinterne er højest.
- Nordstranden.
- Kysten ved Skoven. Kystlandskaberne er meget varierede.
- Tunø Røn, en lang odde på øens østlige spids.
- Fra skoven
- Tunø by set fra Ballebjerg på Samsø

Bygninger og kultur
- Tunø By
- Tunø Kirkes tårn fungerer også som fyrtårn
- Den gamle smedie i Tunø By
- Den gamle smedje
- Tunø Knob Havmøllepark, set fra Stenkalven i vest